# José Luis Sampedro

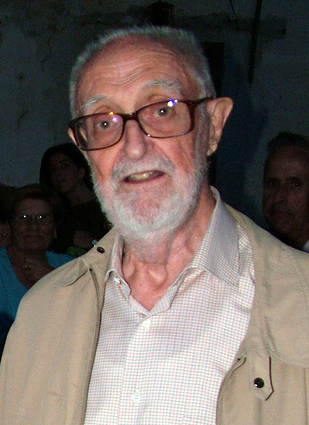
José Luis Sampedro Sáez

José Luis Sampedro Sáez (* 1. Februar 1917 in Barcelona, Spanien; † 8. April 2013 in Madrid) war ein spanischer Wirtschaftswissenschaftler, Humanist und Schriftsteller.

## Leben
José Luis Sampedro Sáez wurde 1917 in Barcelona geboren und wuchs in Tanger, Marokko auf. 1936 wurde er von der republikanischen Armee für den Spanischen Bürgerkrieg rekrutiert. Während des Krieges war er mit seinem Bataillon in Melilla, Katalonien, Guadalajara und Huete, Provinz Cuenca stationiert. Nach seiner Ausbildung zum Zollbeamten in Santander zog er nach Madrid, wo er Wirtschaftswissenschaften studierte und 1947 mit Auszeichnung bestand. Anschließend erhält er eine Anstellung bei der Banco Bilbao Vizcaya Argentaria.
Ab 1955 erhielt er eine Professur für Wirtschaftsstruktur an der Universität Complutense Madrid, die er bis 1969 innehatte. Während dieser Zeit war er auch Gastprofessor an Universitäten in Salford und Liverpool und war Mitbegründer des Centro de Estudios e Investigaciones.
Zeitweise lebte er außerhalb Spaniens und kehrte erst 1976 wieder zurück.
Er arbeitete als Wirtschaftsberater und war von 1977 bis 1979 Senator im ersten demokratisch gewählten spanischen Parlament (genauer gesagt: im Senado (etwa: Oberhaus)). 
Bereits parallel zu seinem Wirtschaftsleben veröffentlichte Sampedro mehrere Romane und Geschichten. Seit seiner Pensionierung konzentrierte er sich nur noch darauf zu schreiben. Großen Erfolg hatte er mit Octubre, octubre, La sonrisa etrusca und La vieja sirena Ende der 1980er Jahre. 1986 starb seine Ehefrau Isabel Pellicer, mit der er seit 1944 verheiratet gewesen war. 1990 wurde er Mitglied der Real Academia Española.
Als Humanist kritisierte er häufig den sozialen und moralischen Verfall der westlichen Gesellschaft, den Neoliberalismus und die Schattenseiten des Kapitalismus. Für die spanische Ausgabe des Essays Empört Euch! des Franzosen Stéphane Hessel (1917–2013) verfasste Sampedro das Vorwort. Im Interview mit der Frankfurter Allgemeinen Sonntagszeitung kritisierte Sampedro den Kapitalismus Europas und verglich es mit dem Ende des Römischen Reichs:

„Damals waren es die Barbaren, die in das Römische Reich einfielen und es von Innen aushöhlten und letztlich zu Fall brachten. Es war ein fließender Übergang. Und heute erleben wir auch wieder eine Zeit des Übergangs, von einer kapitalistischen Gesellschaft hin zu einer technologischen. Es gibt in der Wissenschaft ein Wort dafür: Entropie. Etwas wächst so lange, bis es am eigenen Gewicht kollabiert.“

In Deutschland sind mit Das etruskische Lächeln (1989) und Der Fluss, der uns trägt (1993) beim Verlag Herder sowie Der Gesang der Sirene (2005) beim Goldmann Verlag drei seiner Werke veröffentlicht worden.
Viele Medien würdigten den Verstorbenen in Nachrufen.

## Werke
Fachbücher
- 1957: Principios prácticos de localización industrial
- 1959: Realidad económica y análisis estructural
- 1967: Las fuerzas decisivas de la economía mundial
  - ** Triebkräfte der Weltwirtschaft, dt. von Hans-Joachim Heinemann und Veronika Pfeiffer; Kindler Verlag, München 1967.
- 1973: Conciencia del subdesarrollo
- 1976: Inflación: una versión completa
- 2002: El mercado y la globalización
- 2003: Los mongoles en Bagdad
- 2006: Sobre política, mercado y convivencia
- 2009: Economía humanista. Algo más que cifras

Romane
- 1939: La estatua de Adolfo Espejo (Erstveröffentlichung 1994)
- 1947: La sombra de los días (Erstveröffentlichung 1994)
- 1952: Congreso en Estocolmo
- 1961: El río que nos lleva
  - Der Fluss, der uns trägt, dt. von Ulrich Kunzmann; Herder, Freiburg im Breisgau; Basel; Wien 1993, ISBN 3-451-21898-4.
- 1970: El caballo desnudo
- 1981: Octubre, octubre
- 1985: La sonrisa etrusca
  - Das etruskische Lächeln, dt. von Veronika Schmidt; Herder, Freiburg im Breisgau; Basel; Wien 1989, ISBN 3-451-21345-1.
- 1990: La vieja sirena
  - Der Gesang der Sirene, dt. von Roberto de Hollanda; Goldmann, München 2005, ISBN 3-442-45768-8.
- 1993: Real Sitio
- 2000: El amante lesbiano
- 2006: La senda del drago
- 2011: Cuarteto para un solista (gemeinsam mit Olga Lucas)

Erzählungen
- 1992: Mar al fondo
- 1993: Mientras la tierra gira

Andere Werke
- 2005: Escribir es vivir (Autobiografie, gemeinsam mit Olga Lucas)
- 2008: La ciencia y la vida (Gespräch mit dem Kardiologen Valentín Fuster, editiert von Olga Lucas)
- 2011: Reacciona